# Rio Boroşoaia
O Rio Boroşoaia é um rio da Romênia afluente do Rio Jijioara, localizado no distrito de Iaşi.